# 정부조직법
정부조직법(政府組織法, 영어: Government Organization Act)은 대한민국에서 국가 행정 사무의 체계적이고 능률적인 수행을 위하여 국가행정기관의 설치·조직과 직무 범위의 대강을 정해놓은 법률이다.

## 개요
- 정부조직법은 조문과 부칙으로 나뉘어 있다.
- 조문은 총칙, 대통령, 국무총리, 행정각부로 나뉘어 있다.
  - 제1장 총칙에서는 법의 목적[1], 각 행정기관의 설치[2], 권한의 위임[3], 기관장의 권한[4], 공무원의 정원[5]과 예산상의 병행[6] 등을 규정하고 있다.
  - 제2장 대통령에서는 대통령의 권한[7], 국무회의[8], 대통령의 직무 보좌 기관[9]과 국가정보원[10] 등을 규정하고 있다.
  - 제3장 국무총리에서는 국무총리의 권한[11], 부총리[12], 국무총리의 직무 보좌 기관[13], 3처[14] 등을 규정하고 있다.
  - 제4장 행정각부에서는 17부의 순서[15], 각 부의 역할 및 조직의 대강[16] 등을 규정하고 있다.
- 부칙에서는 시행일, 행정 사무의 승계, 인사청문의 관한 조치, 다른 법률과의 관계 등을 규정하고 있다.

### 직제와 시행규칙
- 정부조직법은 정부 구조의 대강을 정해놓은 것으로써, 구체적인 조직은 해당 부처의 직제에 명시되어 있다.
- 직제는 해당 중앙행정기관의 명칭을 넣어 "○○부와 그 소속기관 직제"로 하며, 행정기관의 소관업무, 하부조직과 분장업무, 공무원의 계급 및 정원 등을 규정하고 있다.[17]
- 또한 직제에서 규정한 하부조직에 대한 보좌기관과 분장업무, 공무원의 직급과 정원, 특별지방행정기관의 관할구역, 개방형직위의 지정 등을 규정하는 시행규칙이 있다. 시행규칙은 직제의 명칭 뒤에 "시행규칙"을 붙인 것으로 한다.[18]

## 논란
정부조직법은 정권이 바뀔 때마다 효율성 등을 이유로 자주 바뀌는데 5년 주기로 바뀌는 셈이 되어서, 이에 대한 비판이 있다. 다만, 노무현 정부는 출범 전에 정부조직을 개편하지 않았으며, 출범 후에도 2004년 6월 소방방재청과 방위사업청을 신설하는 정도에 그쳤다.

### 이명박 정부
이명박 정부는 정부조직개편안에서 작고 실용적인 정부를 지향하여, 부처 5개를 줄이겠다고 밝혔다. 이 중 통일부와 여성가족부에 대한 폐지가 문제가 되었다.
정부조직개편안은 통일부와 여성가족부 외에 과학기술부, 정보통신부, 해양수산부를 폐지하는 것이었는데 민주당에서는 "모두 미래지향적인 부서로써 폐지는 불가하다."라는 입장으로 격한 대립이 있었으나 협상 끝에 국회 본회의를 통과 하였다. 이 중, 통일부와 여성가족부는 존치되었으나 규모가 줄어들게 되었다.

### 박근혜 정부
박근혜 정부는 2013년 1월 30일 정부조직개편안을 국회에 제출했으나, 여야의 대립으로 정부 출범 후에도 법률안이 본회의를 통과하지 못해 반쪽 정부로 시작하게 되었다.
정부조직개편안 중에서 논란을 불러일으킨 부분은 통상 업무를 외교 부처에서 산업 부처로 옮기는 안과 농림수산식품부의 부명을 식품을 뺀 채 농림축산부로 개편하는 것, 행정안전부를 안전행정부로 개편하는 것 등이었다. 하지만 마지막까지 합의가 되지 않았던 부문은 방송 문제와 관련한 미래창조과학부의 소관 업무 문제였다. 미래창조과학부는 신설되는 부처로 R&D 업무 외에도 여러 업무를 이관받아 공룡 부처로 불렸는데 방통위의 업무 일부를 미래부로 이관시키는 것이 문제가 된 것이었다.
여야는 첨예한 대립 끝에 52일간 난항을 겪으며 온갖 논란에 휩싸인 정부조직개편안을 2013년 3월 22일 국회 본회의를 통과 시켰다.
세월호 침몰 사고 이후 박근혜 정부는 안전행정부의 인사 기능과 경찰을 제외한 안전 기능을 모두 다른 부처로 이관시키는 내용의 정부조직법 개정안을 마련했다. 예산안을 심의하는 시기에 정부조직법이 개정되면 예산안을 다시 제출해야되는 문제가 생겼다. 국회는 '현행 정부조직법에 의거해 2015년도 예산안을 심의한 뒤 개정안이 시행된 이후 바뀐 조직에 예산을 이체한다'는 내용을 경과규정에 넣는 것으로 합의하고 세월호 특별법, 유병언법과 함께 2014년 11월 7일 정부조직법 개정안을 통과시켰다.

## 같이 보기
- 대한민국 정부
- 대한민국의 중앙행정기관
- 국가행정조직법 (일본정부)